# Broughton (Northamptonshire)
Broughton è un villaggio e parrocchia civile dell'Inghilterra, appartenente alla contea del Northamptonshire.